# Cololejeunea panamensis
Cololejeunea panamensis là một loài Rêu trong họ Lejeuneaceae. Loài này được G. Dauphin & Pocs mô tả khoa học đầu tiên năm 2006.